# Calliandra debilis
Calliandra debilis là một loài thực vật có hoa trong họ Đậu. Loài này được Renvoize miêu tả khoa học đầu tiên.